# Har Dovev
Har Dovev (hebreiska: הר גובב, הר דוב’’ב) är ett berg i Israel.   Det ligger i distriktet Norra distriktet, i den norra delen av landet. Toppen på Har Dovev är 820 meter över havet, eller 160 meter över den omgivande terrängen. Bredden vid basen är 3,5 km.
Terrängen runt Har Dovev är huvudsakligen kuperad, men åt nordväst är den platt.Runt Har Dovev är det tätbefolkat, med 511 invånare per kvadratkilometer. Närmaste större samhälle är Karmi'el, 18,4 km sydväst om Har Dovev. Trakten runt Har Dovev består till största delen av jordbruksmark.